# 207-ма мотострілецька дивізія (СРСР)
207-ма мотострілецька Померанська Червонопрапорна ордена Суворова дивізія (207 МСД, в/ч 41112, від 1957:83051) — військове з'єднання мотострілецьких військ Радянської армії, яке існувало у 1957—1991 роках. Дивізія створена 17 травня 1957 року, як 32-га мотострілецька дивізія на основі 32-ї стрілецької дивізії у місті Штендаль, Німецька Демократична Республіка. Дивізія відносилась до військ постійної готовності першого ешелону, тому була укомплектована особовим складом і технікою на майже 100%. У 1964 вона була перейменована на 207-му мотострілецьку дивізію. У жовтні 1991 року була перетворена на 6242-гу гвардійську базу зберігання майна.

## Історія
Створена 17 травня 1957 року, як 32-га мотострілецька дивізія на основі 32-ї стрілецької дивізії у місті Штендаль, Німецька Демократична Республіка. 
У 1958 році 40-й мотострілецький полк було передано до 26-ї гвардійської танкової дивізії й замінено на 245-й гвардійський мотострілецький полк, з тієї ж дивізії - в той же час 933-й зенітний артилерійський полк було замінено на 75-й гвардійський зенітний артилерійський полк.
У серпні 1960 року було створено 32-й окремий танковий батальйон.
У 1961 році було створено 301-й окремий ракетний дивізіон.
19 лютого 1962 року було створено 46-й окремий ремонтно-відновлювальний батальйон.
17 листопада 1964 року з'єднання було перейменоване на 207-му мотострілецьку дивізію.
У 1968 році 333-й окремий саперний батальйон було перейменовано у 333-й окремий інженерно-саперний батальйон, а також було створено 498-й окремий протитанковий артилерійський дивізіон.
У 1972 році 000 окрема рота хімічного захисту була перейменована на 517-й окремий батальйон хімічного захисту.
У 1980 році 540-й окремий моторизований транспортний батальйон було перейменовано на 1131-й окремий батальйон матеріального забезпечення.
У січні 1983 року 245-й гвардійський мотострілецький полк було замінено на 400-й мотострілецький полк.
У вересні 1987 року 301-й окремий ракетний дивізіон було передано до складу нової 458-ї ракетної бригади.
У червні 1989 року 16-й гвардійський танковий полк було перейменовано на 591-й гвардійський мотострілецький полк.
На початку 1991 року 400-й мотострілецький полк було переміщено до Магдебургу.
В жовтні 1991 року з'єднання перетворене на 6242-гу базу зберігання озброєння та техніки - 33-й та 41-й мотострілецькі полки були передані до складу Північно-Кавказького військового округу.
В січні 1992 року перейшла під юрисдикцію України.

## Структура
Протягом історії з'єднання його стурктура та склад неодноразово змінювались.

### 1957
- 33-й мотострілецький полк (Штендаль, Східна Німеччина)
- 40-й мотострілецький полк (Кведлінбург, Східна Німеччина)
- 41-й мотострілецький полк (Гарделеген, Східна Німеччина)
- 16-й гвардійський танковий полк (Штендаль, Східна Німеччина)
- 693-й артилерійський полк (Штендаль, Східна Німеччина)
- 933-й зенітний артилерійський полк (Тангермюнде, Східна Німеччина)
- 6-й окремий розвідувальний батальйон (Гарделеген, Східна Німеччина)
- 338-й окремий саперний батальйон (Штендаль, Східна Німеччина)
- 912-й окремий батальйон зв'язку (Штендаль, Східна Німеччина)
- 000 окрема рота хімічного захисту (Штендаль, Східна Німеччина)
- 225-й окремий санітарно-медичний батальйон (Штендаль, Східна Німеччина)
- 540-й моторизований транспортний батальйон (Штендаль, Східна Німеччина)

### 1960
- 33-й мотострілецький полк (Штендаль, Східна Німеччина)
- 41-й мотострілецький полк (Гарделеген, Східна Німеччина)
- 245-й гвардійський мотострілецький полк (Магдебург, Східна Німеччина)
- 16-й гвардійський танковий полк (Штендаль, Східна Німеччина)
- 693-й артилерійський полк (Штендаль, Східна Німеччина)
- 75-й гвардійський зенітний артилерійський полк (Тангермюнде, Східна Німеччина)
- 6-й окремий розвідувальний батальйон (Гарделеген, Східна Німеччина)
- 338-й окремий саперний батальйон (Штендаль, Східна Німеччина)
- 912-й окремий батальйон зв'язку (Штендаль, Східна Німеччина)
- 000 окрема рота хімічного захисту (Штендаль, Східна Німеччина)
- 225-й окремий санітарно-медичний батальйон (Штендаль, Східна Німеччина)
- 540-й окремий моторизований транспортний батальйон (Штендаль, Східна Німеччина)

### 1970
- 33-й мотострілецький полк (Штендаль, Східна Німеччина)
- 41-й мотострілецький полк (Гарделеген, Східна Німеччина)
- 245-й гвардійський мотострілецький полк (Магдебург, Східна Німеччина)
- 16-й гвардійський мотострілецький полк (Штендаль, Східна Німеччина)
- 693-й артилерійський полк (Штендаль, Східна Німеччина)
- 75-й гвардійський зенітний артилерійський полк (Штендаль, Східна Німеччина)
- 32-й окремий танковий батальйон (Гарделеген, Східна Німеччина)
- 301-й окремий ракетний дивізіон (Гарделеген, Східна Німеччина)
- 498-й окремий протитанковий артилерійський дивізіон (Гарделеген, Східна Німеччина)
- 6-й окремий розвідувальний батальйон (Гарделеген, Східна Німеччина)
- 338-й окремий інженерно-саперний батальйон (Штендаль, Східна Німеччина)
- 912-й окремий батальйон зв'язку (Штендаль, Східна Німеччина)
- 000 окрема рота хімічного захисту (Штендаль, Східна Німеччина)
- 46-й окремий ремонтно-відновлювальний батальйон (Гарделеген, Східна Німеччина)
- 225-й окремий санітарно-медичний батальйон (Штендаль, Східна Німеччина)
- 540-й окремий моторизований транспортний батальйон (Штендаль, Східна Німеччина)

### 1980
- 33-й мотострілецький полк (Штендаль, Східна Німеччина)
- 41-й мотострілецький полк (Гарделеген, Східна Німеччина)
- 245-й гвардійський мотострілецький полк (Магдебург, Східна Німеччина)
- 16-й гвардійський танковий полк (Штендаль, Східна Німеччина)
- 693-й артилерійський полк (Штендаль, Східна Німеччина)
- 75-й гвардійський зенітний ракетний полк (Штендаль, Східна Німеччина)
- 32-й окремий танковий батальйон (Гарделеген, Східна Німеччина)
- 301-й окремий ракетний дивізіон (Гарделеген, Східна Німеччина)
- 498-й окремий протитанковий артилерійський дивізіон (Гарделеген, Східна Німеччина)
- 6-й окремий розвідувальний батальйон (Гарделеген, Східна Німеччина)
- 338-й окремий інженерно-саперний батальйон (Штендаль, Східна Німеччина)
- 912-й окремий батальйон зв'язку (Штендаль, Східна Німеччина)
- 517-й окремий батальйон хімічного захисту (Штендаль, Східна Німеччина)
- 46-й окремий ремонтно-відновлювальний батальйон (Гарделеген, Східна Німеччина)
- 225-й окремий медичний батальйон (Штендаль, Східна Німеччина)
- 1131-й окремий батальйон матеріального забезпечення (Штендаль, Східна Німеччина)

### 1988
- 33-й окремий мотострілецький полк (Штендаль, Східна Німеччина)
- 41-й окремий мотострілецький полк (Гарделеген, Східна Німеччина)
- 400-й мотострілецький полк (Мальвінкель, Східна Німеччина)
- 16-й гвардійський танковий полк (Штендаль, Східна Німеччина)
- 693-й артилерійський полк (Штендаль, Східна Німеччина)
- 75-й гвардійський зенітний ракетний полк (Штендаль, Східна Німеччина)
- 32-й окремий танковий батальйон (Гарделеген, Східна Німеччина)
- 498-й окремий протитанковий артилерійський дивізіон (Гарделеген, Східна Німеччина)
- 6-й окремий розвідувальний батальйон (Гарделеген, Східна Німеччина)
- 338-й окремий інженерно-саперний батальйон (Штендаль, Східна Німеччина)
- 912-й окремий батальйон зв'язку (Штендаль, Східна Німеччина)
- 517-й окремий батальйон хімічного захисту (Штендаль, Східна Німеччина)
- 46-й окремий ремонтно-відновлювальний батальйон (Гарделеген, Східна Німеччина)
- 225-й окремий медичний батальйон (Штендаль, Східна Німеччина)
- 1131-й окремий батальйон матеріального забезпечення (Штендаль, Східна Німеччина)

## Розташування
- Штаб (Штендаль): 52 36 27N, 11 50 08E
- Штендальські казарми (визначення США: Stendal 282): 52 36 27N, 11 49 48E (33-й мотострілецький полк, 75-й гвардійський зенітний ракетний полк та дивізійні підрозділи забезпечення)
- Гарделегенські казарми (визначення США: Gardelegen 201): 52 31 57N, 11 26 20E (41-й мотострілецький полк та 32-й окремий танковий батальйон)
- Мальвінкельські казарми: 52 22 34N, 11 49 18E (400-й мотострілецький полк)
- Штатські казарми: 52 31 11N, 11 37 08E (16-й гвардійський танковий полк)
- Штендальські казарми Б: 52 36 23N, 11 50 34E (693-й артилерійський полк та 912-й окремий батальйон зв'язку)
- Штендальські казарми В: 52 37 45N, 11 50 49E (338-й окремий інженерно-саперний батальйон)
- Гарделегенські казарми Б: 52 31 57N, 11 24 30E (498-й окремий протитанковий артилерійський дивізіон та 6-й окремий розвідувальний батальйон)
- Магдебурзькі казарми: 52 08 31N, 11 40 52E

## Оснащення
Оснащення на 19.11.90 (за умовами УЗЗСЄ):
- управління (штаб) дивізії: 1 ПРП-3, 5 Р-145БМ та 2 Р-156БТР
- 33-й мотострілецький полк: 31 Т-80, 149 БТР-80, 28 БТР-60, 6 БМП-2, 4 БРМ-1К, 18 2С1 «Гвоздика», 18 2С12 «Сані», 3 ПРП-3/4, 9 Р-145БМ та 2 ПУ-12
- 41-й мотострілецький полк: 31 Т-80, 54 БМП-2, 90 БМП-1, 7 БРМ-1К, 18 2С1 «Гвоздика», 18 2С12 «Сані», 9 БМП-1КШ, 3 ПРП-3/4, 1 БРЕМ-2, 3 РХМ, 2 ПУ-12, 3 МТ-55А та 4 МТ-ЛБТ
- 400-й мотострілецький полк: 31 Т-80, 53 БМП-2, 91 БМП-1, 7 БРМ-1К, 18 2С1 «Гвоздика», 18 2С12 «Сані», 9 БМП-1КШ, 3 ПРП-3/4, 3 РХМ, 1 БРЕМ-2, 1 Р-145БМ, 2 ПУ-12, 3 МТ-55А та 2 МТ-ЛБТ
- 591-й гвардійський мотострілецький полк: 31 Т-80, 143 БТР-80, 26 БТР-60, 4 БМП-2, 4 БРМ-1К, 18 2С1 «Гвоздика», 18 2С12 «Сані», 3 ПРП-3/4, 7 Р-145БМ, 2 ПУ-12, 3 МТ-55А та 4 МТ-ЛБТ
- 693-й артилерійський полк: 54 2С3 «Акація», 18 БМ-21 «Град», 5 ПРП-3/4, 3 1В18, 1 1В19 та 1 Р-156БТР
- 75-й гвардійський зенітний ракетний полк: ЗРК «Куб» (SA-6), та 1 Р-156БТР
- 32-й окремий танковий батальйон: 31 Т-80, 2 БМП-1, 1 БМП-1КШ, 1 Р-145БМ та 1 МТ-55А
- 498-й окремий протитанковий артилерійський дивізіон: 1 РПР-3 та 8 МТ-ЛБТ
- 6-й окремий розвідувальний батальйон: 17 БМП-2, 7 БРМ-1К, 1 БМП-1КШ, 2 Р-145БМ та 1 Р-156БТР
- 912-й окремий батальйон зв'язку: 10 Р-145БМ та 1 Р-2АМ
- 338-й окремий інженерно-саперний батальйон: 1 ІМР-1 та 1 УР-67